# اچ‌ام‌اس ولکینو (۱۸۰۴)
اچ‌ام‌اس ولکینو (۱۸۰۴) (به انگلیسی: HMS Volcano (1804)) یک کشتی بود.